# 맹교육
맹교육(盲敎育)은 시각장애자를 대상으로 하는 특수교육이다. 
시각 장애 및 교육이라는 주제에는 시각 장애인 학생들의 특별한 필요 사항을 가장 잘 해결하는 방법에 대한 접근 방식과 대중 인식의 발전이 포함되었다. 맹인을 수용소에 수용하는 관행은 천년이 넘는 역사를 가지고 있지만, 당국이 맹인 어린이, 특히 더 특권을 누리는 어린이가 일반적으로 그러한 전문 환경에서 교육받을 수 있는 학교를 설립한 것은 18세기가 되어서였다. 이들 기관은 간단한 직업 및 적응형 훈련을 제공할 뿐만 아니라 대체 형식을 통해 제공되는 학문 과목의 기초도 제공했다. 예를 들어, 양각으로 새긴 로마 글자를 통해 시각 장애가 있는 학생들도 문학을 접할 수 있게 되었다.

## 같이 보기
- 분류:맹학교